# Franziskussee
Der Franziskussee ist ein künstlich angelegtes Gewässer in Brühl, einer Stadt im Rhein-Erft-Kreis in Nordrhein-Westfalen. Er ist Teil der durch den Abbau von Braunkohle entstandenen Villeseen des Naturparks Rheinland.

## Lage
Der See liegt im äußersten Nordwesten der Gemarkung; nördlich führt die Bundesstraße 265 vorbei. Westlich liegen der Karauschenweiher sowie der Liblarer See, im Süden der Mittelsee sowie der Untersee. Östlich sind der Schluchtsee sowie der Heider Bergsee. Der Franziskussee wird im Wesentlichen aus Grundwasser gespeist, das aus dem umliegenden Gelände zufließt. In gleichem Maße sickert Wasser in den Untersee ein. Es besteht eine Belastung durch Braunkohleasche, die zu einem erhöhten Gehalt an Blei, Arsen, Chrom sowie Kupfer im See führt.

## Geschichte
In der Region wurde vom Ende des 19. bis zur Mitte des 20. Jahrhunderts Braunkohle abgebaut. Ab 1925 begannen Maßnahmen, die Flächen zu rekultivieren. Die vorhandenen Tagebaulöcher füllten sich mit Grundwasser und wurden ihrer weiteren Entwicklung weitgehend überlassen. Auf diese Art und Weise entstand 1964 im Südrevier der Franziskussee. 1966 legte die Bundeswehr zwei Inseln an, um Vögeln einen Nistplatz zu verschaffen. Der Rastplatz wurde von Sturmmöwen und Heringsmöwen angenommen. Der See wurde daher 1972 zunächst als Landschaftsschutzgebiet ausgewiesen und steht in Teilen zusammen mit den südlich und westlich angrenzenden Waldbeständen seit 1984 unter Naturschutz.

## Fauna und Flora
Im nährstoffarmen Wasser wurden Goldbraune Algen, Kieselalgen, Pfiesteria, das Quirlige Tausendblatt sowie die Europäische Seekanne nachgewiesen. Weiter leben dort die Wasserassel sowie die Wandermuschel. Der Fischbestand besteht im Wesentlichen aus Aalen, dem Hecht und der Schleie. Die Ufer sind mit Schilfrohr, dem Schmalblättrigen Rohrkolben sowie dem Ästigen Igelkolben besetzt. Dort konnten 12 Libellen-Arten nachgewiesen werden, darunter auch die in NRW gefährdete Westliche Keiljungfer. Experten konnten weiterhin die Erdkröte sowie den Grasfrosch nachweisen.
Eine Besonderheit stellen die rund 30 bis 40 Brutvogelpaare der Sturmmöwen dar. Hinzu kommen Gelege der Haubentaucher, der Reiherente sowie der Teichrohrsänger. Die Forschungsstelle Rekultivierung weist dabei auf die besondere Bedeutung des Sees als langjähriger Brutstandort für seltene Brutvogelarten hin. Sie gibt an, dass es sich bei der Sturmmöwenkolonie um die größte Brutkolonie ihrer Art in NRW handelt.

## Nutzung und Entwicklung
Der See ist als Badegewässer ausgewiesen. Das Angeln ist mit Angelkarte erlaubt. Um das Gewässer führt ein ausgebautes Netz an Wanderwegen. Die Forschungsstelle Rekultivierung weist darauf hin, dass auf den beiden Inseln Pflegemaßnahmen erforderlich seien, um die Brutvögelkolonie zu erhalten. In einem Bericht der BTU zu den Braunkohletagebauseen in Deutschland wird empfohlen, den Bestand an Aalen zu reduzieren, um gefährdete Kleinfische wie den Bitterling oder das Moderlieschen einsetzen zu können.